# Microbisium suecicum
Microbisium suecicum – gatunek zaleszczotka z rodziny Neobisiidae. Występuje w zachodniej Palearktyce.

## Taksonomia
Takson ten opisany został po raz pierwszy w 1945 roku przez Hansa Lohmandera pod nazwą Microbisium parvulum suecicum. Jako miejsce typowe wskazano Hejnum w Szwecji. W 1962 roku wyniesiony został do rangi osobnego gatunku przez Thydsena Meinertza.

## Morfologia
Zaleszczotek ten ma prosomę wyposażoną w dwie pary zaopatrzonych w soczewki oczu. Tergity i sternity są niepodzielone, a wszystkie cztery pary odnóży krocznych pozbawione są kolców na biodrach oraz zwieńczone dwuczłonowymi, podzielonymi na metatarsus i telotarsus stopami. Szczękoczułki zwieńczone są szczypcami; ich palec ruchomy ma kilka ząbków i nie występuje na nim rozgałęziona galea; szczecinka galealna osadzona jest przedśrodkowo. Szczękoczułki zaopatrzone są w rallum, którego pierwsze trzy blaszki są na przedzie drobno ząbkowane. Nogogłaszczki zaopatrzone są w szczypce, na których palcach znajdują się ujścia gruczołów jadowych; palec ruchomy i nieruchomy są mniej więcej takiej długości jak dłoń mierzona bez szypułki. Palec nieruchomy nogogłaszczków ma u form dorosłych siedem trichobotrii, z których żadne nie leży w części środkowej – wszystkie umieszczone są grupkach nasadowej i odsiebnej. Ruchomy palec nogogłaszczków ma u form dorosłych trzy trichobotria. Udo nogogłaszczków osiąga od 0,29 do 0,34 mm długości, będąc od 2,7 do 2,8 raza dłuższym niżo szerokim. Opistosoma (odwłok) ma na błonach pleuralnych ziarnistą rzeźbę.

## Ekologia i występowanie
Pajęczak ten należy do fauny epigeicznej.
Gatunek palearktyczny; znany jest z Belgii, Niemiec, Szwajcarii, Austrii, Włoch, Szwecji, Polski, Czech, Słowacji, Węgier i Maroka. Na „Czerwonej liście gatunków zagrożonych Republiki Czeskiej” umieszczony jako gatunek zagrożony o niedostatecznie rozpoznanym statusie (DD).